# Pterocypsela elata
Pterocypsela elata là một loài thực vật có hoa trong họ Cúc. Loài này được (Hemsl.) C.Shih miêu tả khoa học đầu tiên năm 1988.